# Jorge Brown (żeglarz)
	Jorge Diego Brown (ur. 14 listopada 1929 w Bahía Blanca, zm. 6 lutego 2019 w Orinda) – argentyński żeglarz, olimpijczyk.
Był jednym z reprezentantów Argentyny w żeglarstwie na Letnich Igrzyskach Olimpijskich 1956, które odbyły się w Melbourne.